# Chester (Schiff, 1930)
Die USS Chester (CL/CA-27), ein Kreuzer der Northampton-Klasse, war das zweite Schiff der United States Navy, das nach der Stadt Chester in Pennsylvania benannt wurde. Das Schiff wurde 1924 bei der New York Shipbuilding Corporation in Camden, New Jersey in Auftrag gegeben.